# Liste der Unterzeichner des Landesgrundgesetzlichen Erbvergleiches

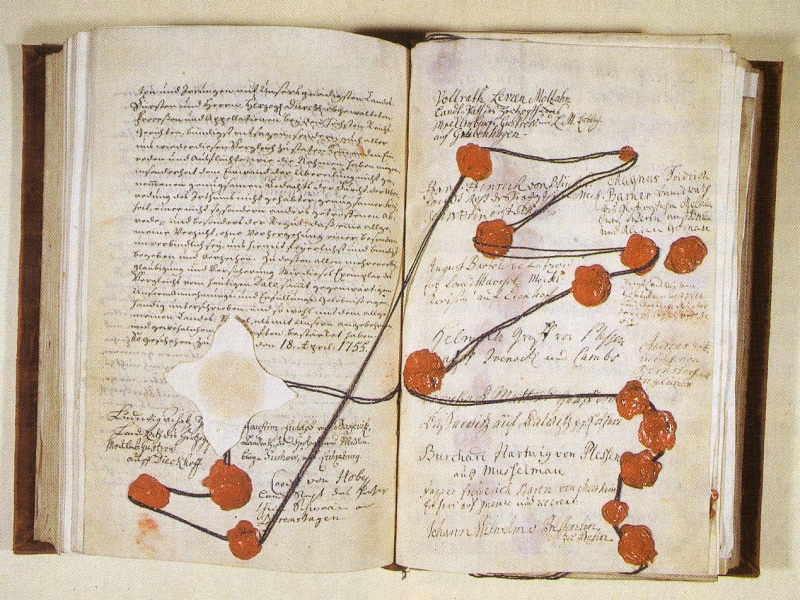
Landesgrundgesetzlicher Erbvergleich (Seite mit gesiegelten Unterschriften)

Der Landesgrundgesetzliche Erbvergleich (LGGEV) von 1755 war die Vereinbarung zwischen Herzog Christian Ludwig II., dem Regenten des Landesteils Mecklenburg-Schwerin, mit Vertretern der vereinten Landstände, d. h. der mecklenburgischen Ritterschaft und der landständigen Städte, zur Neuregelung ihrer Rechtsverhältnisse. Mit der Unterzeichnung am 18. April 1755 schufen die Beteiligten die Verfassung des mecklenburgischen Staates (mit Ausnahme des Fürstentums Ratzeburg, das keine Landstände hatte), die mit kurzer Unterbrechung in den Jahren 1849 und 1850 bis zur Abdankung des letzten Großherzogs Friedrich Franz IV. am 14. November 1918 mehr als 160 Jahre gültig war. Mecklenburg-Strelitz ratifizierte den Vergleich am 11. Juli 1755.

## Unterzeichner der Landesherrschaft
- Christian Ludewig, Herzog zu Mecklenburg
- Friedrich, Herzog zu Mecklenburg
- Ludwig, Herzog zu Mecklenburg

## Unterzeichner der Ritterschaft
- Ludewig Achatz von Hahn, Landrat auf Dieckhof
- Joachim Ludolph von Bassewitz, Landrat auf Lütkeburg
- Vollrath Levin von Moltzahn, Landrat, Landmarschall auf Grubenhagen
- Cordt von Hobe, Landrat auf Berenshagen (Berendshagen)
- Hans Hinrich von Blücher, Landrat auf Schim
- Carl Leopold von Halberstadt, Landrat auf Gottesgabe
- Magnus Friedrich Barner, Landrat
- August Barthold de Lützow, Erblandmarschall Mecklenburgischen Kreises, auf Eickhof
- Ernst Ludwig von Genzkow, Vizelandmarschall des Stargardischen Kreises, auf Devitz
- Helmuth Graf von Plessen, auf Ivenack und Cambs
- Andreas Gottlieb Freyherr von Bernstorff, auf Drey Lützow
- Bernhard Mattias Graf von Bassewitz, auf Dalwitz Erbherr
- Burchard Hartwig von Plessen, auf Müsselmow
- Jasper Friedrich Baron von Meerheim, Erbherr auf Gnemer und Wocrent
- Johann Wilhelm von Pressentin, zu Prestin
- Detlof Hans von Bassewitz, auf Neuhof, Bihbuh, Wendorf und Hohen Luckow
- Gottfried August Freyherr von Lützow, auf Holdorf und Carow
- Jaspar von Oerzen, auf Roggow, Gerdeshagen
- Gerd Carl von Deßin, auf Wamkow (Wamckow)
- Philipp Cuno Christian von Bassewitz, auf Woltow
- Hans Hinrich Levezow, auf Schwiessel
- Friderich von Grabow, auf Suckvitz
- Friedrich Ludwig Vieregg, auf Subzien und Cronscamp
- Andreas Friedrich von Zepelin
- Diederich Magnus von Glüer, auf Fienstorf
- Christopher Friedrich Vieregg, auf Cobrow
- Joachim Werner von Oerzen, auf L. Nienhagen
- Franz Hinrich von Kettenburg, auf Matjendorf (Matgendorf)
- Engelk de Plessen, auf Woosten
- Carl Ludewig von Vieregg, von Gremelin
- Georg Thomas von Göde, auf Breesen
- Eberhard Friedrich Ehrenreich Moltke, auf Walkendorf
- Lüdeke Cuno Wulrath von Bassewitz, auf Duckwitz
- Carl Balzer von Genzkow, auf Poggelow
- Christian Niclas Schröder, auf Großen Nienhagen
- Friedrich Christow von Bibow, auf Blengow
- Ernst Friedrich von Engel, auf Großen Nieköhr und Drüsevitz (Drüsewitz)
- Joachim Bernd von Engel, auf Gubkow
- Bogislav Helmuth von Molzahn, auf Wolde wegen Casdorf und Zwindorf
- Ernst Heinrich Baron von Wendhausen, auf Großen Ridsenow
- Leopold Graf von Schmettow, auf Stück
- Ernst Wernher von Raven, auf Rossentin
- Friedrich Casimir Siegrfried von Moltke, auf Samau
- Johann Levin von Levezow, auf Klenz
- Carl Friedrich von Drieberg, auf Sprenz
- Hartwich Hinrich von Drieberg, auf Grambzkow
- Rudolph Friederich von Drieberg, auf Gottmannsforde
- Claus Hinrich von Drieberg, auf Dolgen
- Berent Wiegand von Pressentin, auf Weitendorf
- Bernd de Pressentin, zu Daschow
- Gustav Friedrich de Pressentin, zu Jessendorf
- Joachim Godtfried von Bassewitz, auf Hohen Luckow
- Georg Ludewig von Oerzen, auf Kittend, Lubberstorf und Clausdorf
- Ludwig August Moltke, auf Wotrum
- Georg Ulrich von Bülow, auf Critzow
- Cord Hans von Bülow, auf Prützen und Schönenwolde
- Johann Dieterich von der Osten, auf Caarstorf
- Joachim Dietrich von Kampz, auf Koppelow
- Christian Diederich von Oldenburg, auf Federow
- Glerd Christoph von Oldenburg, auf Glave
- Franz Joachim Schack, auf Maslow
- Claus Detlof von Oerz, auf Gorow
- Theodosius Levezow, auf Teschow
- Hans Adolf von Lepel, auf Dobbin
- Gustav Adolph von Molzahn,
- August von Molzahn, auf Kötel
- Ernst Ludewig von Blücher, auf Deven
- Cuno Joachim von der Lühe, auf Bolland
- Joachim Dieterich von Levetzow, auf Grabow
- Joachim Friedrich von Knuth, auf Ludorf
- Nicolaus Hinrich von Below, auf Wenthof
- Jacob Ascan Höfisch, auf Poischendorf
- Johann Jacob Lange, auf Westenbrügge
- Conrad Justus Schöpfer, auf Selpin
- Otto Friederich von Braun, auf Freudenberg
- Christopher Leopold Hartwig von Plessen, auf Radum
- Ulrich Hartwig von Blücher, auf Wietow
- Andreas David Röpert, auf Grabow
- Gerd Hinrich Levezow, auf Claber
- Gerd Carl Graf von Sala, auf Bellin und Zehna, cum pertinentiis
- Casper Nicolas von Schuckmann, auf Mölln, cum Pertinentiis
- Hans Friedrich von Schack, auf Großen Raden cum Pertinentiis
- Friedrich Wilhelm Ernst von Hopfgarten, auf Gustesel
- Wilhelm Dietrich von Bülow, auf Scharfstorf und Lutterstorf, cum Pertinetiis
- Joachim Dieterich Levezow, auf Lelkendorf
- Hinrich Gottfried von Wendland, auf Tressow
- Johann Gottfried von der Jahn, auf Reese
- Friedrich Ludwig von Ditte, auf Werle und Dambeck
- Friedrich Wilhelm von Koppelow, auf Möllenbeck, Repsin und Siggelkow
- Henning Christian von Bülow, auf Cummin
- Georg Christoph von Fabrice, auf Harkensee und Roggendorf, und in Vollmacht für seinen Bruder Just Louis von Fabrice, auf Dutzow
- Johann Friedrich von Schuckmann, zu Cargow und Schwastorf
- Christoph Heinrich von Campz, zu Dratow, Kleinen und Großen Plasten
- Heinrich von Pleß, auf Herzberg
- Bernd Joachim von Blücher, auf Gorschendorf
- Bernhard Christoph von Schelen, auf Zülow und Levzow
- Johann Max von Kurzrock, auf Banzin und Hast
- Georg Friedrich von Bergholz, auf Großen Welzin
- Johann Christian Ludewig, auf Kleinen Rensow
- Friedrich Wilhelm Graf von Eickstedt-Peterswald, auf Pritzler und Quasel
- Ulrich von Strahlendorf, auf Keetz
- August Friedrich von Strahlendorf, auf Gamehl und Tatow
- Ernst Friedrich von Sperling, auf Gömtow
- Joachim Gottfried Wackerbarth, auf Kassow
- Christian Friedrich von Plessen, auf Grambow
- Carl Ludwig von Seitz, auf Below
- Christian Siegfried von Bassewitz, auf Gneven
- Wilhelm Ludwig Hartwig von Bloth, auf Schwansee und Dönkendorf
- Helmuth von Pederstorf, auf Finken und Brockhusen
- Christian Carl von Both, auf Rohlstorf
- Barthold Joachim von Penz, auf Besendorf
- Detlof Friedrich von Bülow, auf Teßin, im Amt Wittenburg
- Hartwig Friedrich von der Lühe, auf Mecheltstorf und Rien-Garz
- Joachim Jacob von Müller, auf Großen Renzow
- Christoph Felix von Tornow, auf Friedrichstorf und Claustorf
- Georg Christian Balk, auf Mühlenbeck und Schoßin
- Carl Ludwig von Storch, auf Hoppenrade und Kleinen Grabow
- Johann Ludwig Eldershorst, auf Radepohl und Wetzin
- Georg Wilhelm Frey- und Edler Herr von Lützow, auf Goldebow und Marsow
- Anton Friedrich von Lützow, auf Großen Salitz
- Henning Adam von Bassewitz, auf Cowalz
- Christian Diederich von Degingk, auf Zaschendorf
- Carl Dietrich von Lowzow, auf Rensow
- Georg Gustav Baron von Wrangel, auf Reetzeband
- Philipp Cay von der Kettenburg, auf Wustrow und Tützen
- Friedrich von Hahn, auf Basedow
- Carl Friedrich von Molzahn, auf Tützpatz
- Hans Christoffer von Passow, auf Grambow
- Hans Christopher von Rieden, auf Weisin
- Siegfried Ernst von Ahlefeldt, auf Steinhausen
- Christian Friedrich von Zepelin, auf Appelhagen
- Gustav Ernst von Welzin, auf Kleinen und Großen Tiessen
- Christian Ludewig von Welzin, auf Sammit
- Christian Ludewig Reimar de Rohr, auf Speck
- Otto Ludewig a Ribbeck, auf Bock
- Christof Friedrich de Gerskow, auf Dambeck
- Christian Mesmann, auf Pieverstorf
- Caspar Bernhard Richter, auf Ave
- Conrad Christian von Zieten, auf Zahren
- Witwe Freyfrau Putlitz, geborene Bibow, in Vormundschaft „ihrer Kinder“, auf Möllenstorf
- Franz Heinrich von Holstein, auf Großen Luckow
- Peter le Fort, auf Möllenhagen und Main
- Ernst Friedrich von Gusmann, auf Kölzow
- Johann Peter Lemke, auf Cloddram
- Georg Hinrich von Lehsten, auf Wardow
- Curt Christoffer von Schack, auf Lübse
- Christian Friedrich von Vieregk, auf Watmannshagen
- Johan Joachim von Walter, auf Lüssow
- Witwe Eleonora Margaretha Bussen, geborene Suderowen, in Vormundschaft ihrer Söhne Otto Hinrich Gust Christian und Ernst Dietrich Bussen, auf Weselin
- Hartwig Joachim von Sperling, auf Recheln
- Johann Hinrich Friederich von Plönnies, auf Penzien
- Nicolaus Christian von Ehrenstein, auf Großen Gornow
- Adam Christoffer Langermann, auf Sülten
- Friedrich Wilhelm Boye, auf Zurow und Schmackentin
- Christian Friedrich von Klinggräf, auf Chemnitz und Pinnow
- Georg Caspar von Boye, auf Körchow, Gerstorf und Buddelkow
- Christoph Heinrich Berner als gerichtlich bestellter „Litis Curator“ des von Hagen auf Großen Stieten und der Erben des verstorbenen Majors von Bülow, auf Schmackentin
- Jobst Hinrich von Bülow auf Woserin und in Vollmacht des Cornets
- Hans Friedrich Lotharius August von Bülow, auf Borkow
- Joachim Ulrich Müller, auf Mustin
- Claus Otto von Pressentin, auf Stieten
- Egidius Barthold von Lützow, auf Wolzow
- Witwe von Ranzow, geborene von Bodeck, auf Boddin
- Barbara Hedwig von Hammerstein, auf Neuhof
- Cordt Friedrich von Penz, auf Coldnitz und Volksrade
- Carl Leopold von Grävenitz, auf Waschow
- Wilhelm Boye, auf Tüschow
- Franz Hinrich von Blücher auf Grieve
- Gustav Adolph von Koß, auf Bilz
- Christian Dethlof Friedrich von Lehsten, auf Dölitz und Boddin
- Jacob Friedrich von Königsmark, auf Tangrim
- Dietrich Hobe, auf Weitling
- Johann Friedrich Müller, auf Großen Siemen
- Dieterich Henrich von Crieger, auf Klein Nieköhr
- Gebhard Ludewig Friederich von Bredow, auf Bolze, Ruchow, cum Pertinent
- Bernhard Gottfried Boddien, auf Alten Carin und Dannebort
- Claus Ludwig Hahn, auf Remplin
- Peter Adolph Heidmann, auf Knorrendorf
- Daniel Jochim Philip Dahlmann, auf Löwitz
- Bogislav Fridrich von Liebeherr, auf Steinhagen
- Johann Carl von Langen, auf Belitz, Bollenstorf und Neukirchen

## Unterzeichner der Landschaft (Städte)
- Valentin Johann Beselin, Consul Rostochiensis
- Jochim Christian Dehtlof, Bürgermeister Vorderstadt Parchim, Vorderstadt der Landstädte im Mecklenburgischen Kreis
- Conrad Justus Schöpfer, Bürgermeister Güstrow, Vorderstadt der Landstädte im Wendischen Kreis
- Johann Albrecht Keller, Bürgermeister Neubrandenburg, Vorderstadt der Landstädte im Stargardschen Kreis
- Thomas Spalding, Bürgermeister Vorderstadt Güstrow
- Johann Joachim Stemwede, Bürgermeister der Stadt Schwerin